# أكيو سوياما
أكيو سوياما (陶山章央 سوياما أكيو) هو مؤدي أصوات ياباني ولد في 8 يوليو 1968 في تويوناكا, أوساكا.

## أدواره في الأنمي

### مسلسلات أنمي تلفزيونية
- وولفز راين - هيغي
- ساكورا تايسن - إيتشيرو أوغامي
- تسوباسا كرونيكل - سوراتا
- دوت هاك روتس - إيتا
- ناباري نو أو - هيو
- الآن وبعدئذ، هنا وهناك - تابول
- تنجن توبا جورين لاجان - سيتوماندر
- فروتس باسكت - هاتسوهارو سوما
- ساموراي تشامبلو - كازونوسكي
- روميو x جولييت - بيتروكيو
- سابق ولاحق - بارع
- جانباريد مارتش - يوهي تاكيغاوا
- هيرومان - نيك
- تنبو إيبون أياكاشي أياشي - غوروتا
- رايدباك - دوتا كاواي
- ماذا لو كانت مديرة بيسبول الثانوية تقرأ "الإدارة" من تأليف دراكر - جيرو كاشيواغي
- هجوم العمالقة - هيوغو
- هجوم العمالقة Season 2 - هيوغو
- بوكيمون - كوجي
- داي الشجاع (2020) - زامزا
- دي سايد ترويميراي - جونبي أودا
- سيرك كاراكوري - بريغيلا

### أنمي الإنترنت
- بوكيمون جينيريشنز - تابيثا

### أوفا أنمي
- ساكورا تايسن: ذكرى تقاعد سوميري كانزاكي - إيتشيرو أوغامي
- ساكورا تايسن: إكول دو باريس - إيتشيرو أوغامي
- ساكورا تايسن: لو نوفو باريس - إيتشيرو أوغامي

### أفلام أنمي
- حروب ساكورا: الفيلم - إيتشيرو أوغامي

## أدواره في ألعاب الفيديو
- تيلز أوف سيمفونيا: دون أوف ذا نيو وورلد - ديكس
- تيلز أوف فيسبيريا - زاغي
- سلسلة ألعاب ساكورا تايسن
  - ساكورا تايسن - إيتشيرو أوغامي
  - ساكورا تايسن 2: إياك والموت - إيتشيرو أوغامي
  - هاناغومي تايسن كولمنز 2 - إيتشيرو أوغامي
  - ساكورا تايسن 3: هل باريس تحترق - إيتشيرو أوغامي
  - ساكورا تايسن 4: فلتقعن في الحب يا أيتها الفتيات - إيتشيرو أوغامي
  - ساكورا وورز: سو لونغ، ماي لاف - إيتشيرو أوغامي
- تيل كونشرتو - وافل رايبريد
- بروجكت X زون 2 - إيتشيرو أوغامي

## وصلات خارجية
- أكيو سوياما على موقع IMDb (الإنجليزية)
- أكيو سوياما على موقع ميوزك برينز (الإنجليزية)
- أكيو سوياما على موقع قاعدة بيانات الفيلم (الإنجليزية)
- أكيو سوياما على موقع كينوبويسك (الروسية)
- أكيو سوياما على موقع ANN person (الإنجليزية)

- ويكيبيديا اليابانية